# Zofia Hertz

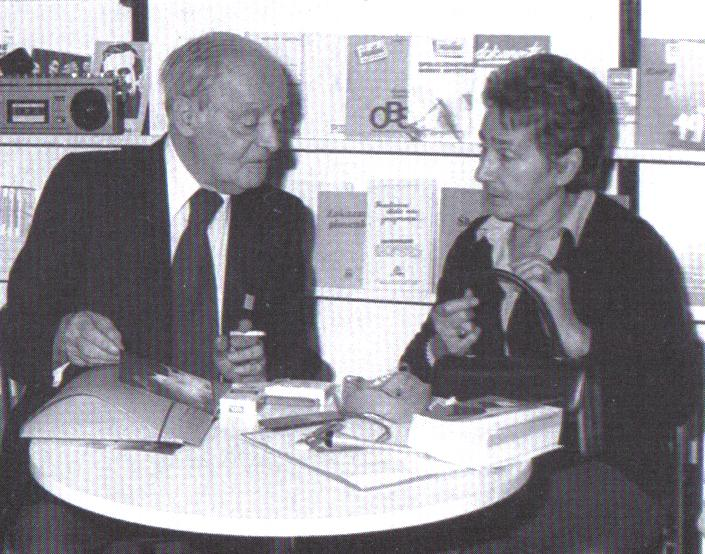
Jerzy Giedroyc i Zofia Hertz – październik 1982, Międzynarodowe Targi Książki, Frankfurt nad Menem (fot. Archiwum ILP)

Zofia Hertz, z domu Neuding (ur. 27 lutego 1910 w Warszawie, zm. 20 czerwca 2003 w Maisons-Laffitte) – polska notariuszka, współtwórczyni Instytutu Literackiego i najbliższa współpracownica Jerzego Giedroycia, po jego śmierci dyrektorka Instytutu Literackiego w Paryżu.

## Życie prywatne i wykształcenie
Urodziła się w Warszawie w spolonizowanej rodzinie żydowskiej (prawdopodobnie podczas II wojny światowej nastąpiła zmiana roku urodzenia – z 1910 na 1911. Zofia Hertz nie sprostowała jej po wojnie i potwierdzała przez wszystkie kolejne lata), jako córka Ludwika Neudinga i Heleny z domu Nisenson. Dzieciństwo spędziła w Warszawie, od 1921 zamieszkała w Łodzi. Po maturze w 1928 (Gimnazjum Żeńskie R. Konopczyńskiej-Sobolewskiej w Łodzi), przez rok studiowała na Wydziale Prawnym Uniwersytetu Warszawskiego. Od 1929 znowu w Łodzi. Podjęła pracę w kancelarii notarialnej Apolinarego Karnawalskiego. 13 maja 1933, jako pierwsza kobieta w Łodzi, przystąpiła i zdała egzamin na stanowisko notariusza. W lutym 1939 poślubiła Zygmunta Hertza. Do września 1939 pracowała jako referent notarialny.

## Okres wojenny
Po wybuchu II wojny światowej, w czerwcu 1940, aresztowana wraz z mężem we Lwowie, podczas masowej akcji NKWD. Deportowani do Cyngłoku w Maryjskiej ASRR – gdzie spędzili 14 miesięcy pracując przy wyrębie lasu. Amnestionowani na mocy układu Sikorski-Majski. 20 września 1941 oboje wstąpili do Armii Polskiej, utworzonej w ZSRR pod dowództwem gen. Andersa. Pracowała w Wydziale Propagandy i Informacji – Oddział Kultury i Prasy APW i 2 Korpusu (od kwietnia 1942 pod kierownictwem Józefa Czapskiego). Współpracowała z biurem redakcji gazety „Orzeł Biały”. Wraz z Armią Polską na Wschodzie wyszła z ZSRR i z 2 Korpusem przez Irak i Egipt dotarła do Włoch. Od 1943 sekretarka i współpracowniczka Jerzego Giedroycia.

## Dzieje Instytutu Literackiego
Współzałożycielka – z Jerzym Giedroyciem, mężem Zygmuntem Hertzem i Józefem Czapskim – Instytutu Literackiego (powołany w 1946 w Rzymie, w 1947 przeniesiony do Maisons-Laffitte pod Paryżem). Stał się on ośrodkiem skupiającym wybitnych polskich pisarzy i publicystów emigracyjnych, autorów objętych cenzurą w komunistycznej Polsce i Europie Środkowo-Wschodniej. Jego działalność wydawnicza obejmowała: miesięcznik „Kultura” (1947–2000), serię „Biblioteka Kultury”, w skład której wchodziły: „Zeszyty Historyczne” oraz setki tytułów książek (dzieła literackie i książki o charakterze politycznym i pamiętnikarskim). Założycielem i redaktorem periodyków był Jerzy Giedroyc. Zofia Hertz zajmowała się stroną administracyjną i wydawniczą, tłumaczyła teksty, w latach 1962–1986 prowadziła w „Kulturze” stałą rubrykę Humor krajowy.
Po śmierci Jerzego Giedroycia kierowała Instytutem Literackim. Kontynuowała edycję „Zeszytów Historycznych” (w październiku 2000 ukazał się ostatni numer, 637, „Kultury”, który zgodnie z wolą Jerzego Giedroycia przestał wychodzić po jego śmierci). Zmarła 20 czerwca 2003 w Maisons-Laffitte. Pochowana jest na pobliskim cmentarzu, w Mesnil-le-Roi, gdzie spoczywają również inni twórcy paryskiej „Kultury”.

## Nagrody i odznaczenia
Nigdy nie wystąpiła o obywatelstwo francuskie, miała status polskiego uchodźcy politycznego (od grudnia 1948). Odznaczona Krzyżem Komandorskim Orderu Polonia Restituta (2000) i Medaille d'Or de la Ville Maisons-Laffitte (2001). Laureatka nagrody edytorskiej polskiego PEN Clubu za 2000.
Dnia 27 sierpnia 2008 Rada Miejska w Łodzi podjęła uchwałę nadającą nazwę Skwer Zofii i Zygmunta Hertzów dotychczas bezimiennemu skwerowi, położonemu przy ul. Matejki, pośród gmachów Uniwersytetu Łódzkiego (pomiędzy uczelnianą biblioteką a Wydziałem Zarządzania).